# Aneides iecanus
Espèce
Synonymes
- Plethodon iecanus Cope, 1883

Aneides iecanus est une espèce d'urodèles de la famille des Plethodontidae.

## Répartition
Cette espèce est endémique de Californie aux États-Unis. Elle se rencontre dans les comtés de Trinity et de Shasta.

## Publication originale
- Cope, 1883 : Notes on the geographical distribution of Batrachia and Reptilia in western North America. Proceedings of the Academy of Natural Sciences of Philadelphia, vol. 35, p. 10-35 (texte intégral).